# Iserbrook
Iserbrook o en baix alemany Iserbrook és un barri del districte d'Altona a l'oest de l'estat d'Hamburg a Alemanya, a la frontera septentrional toca amb Slesvig-Holstein. A la fi de 2011 tenia 10 890 habitants a una superfície de 2,66 km².

## Història
Malgrat unes traces d'ocupació humana antiga, fins al segle xix Isebrook va quedar una zona de landa, amb pastures i camps. El primer esment escrit Iserenbroek data del 1588. Broek és un mot baix alemany per aiguamoll o prat húmid i Iser significa ferro i refereix a l'alta concentració d'òxids de ferro sedimentats a la sorra, l'argila o el llim al fons de l'aiguamoll i que antigament s'explotava com a primera matèria. El barri pertanyia a l'antic municipi de Dockenhuden dins la senyoria de Pinneberg que el 1919, sota el govern prussià va incorporar-se en Blankenese.

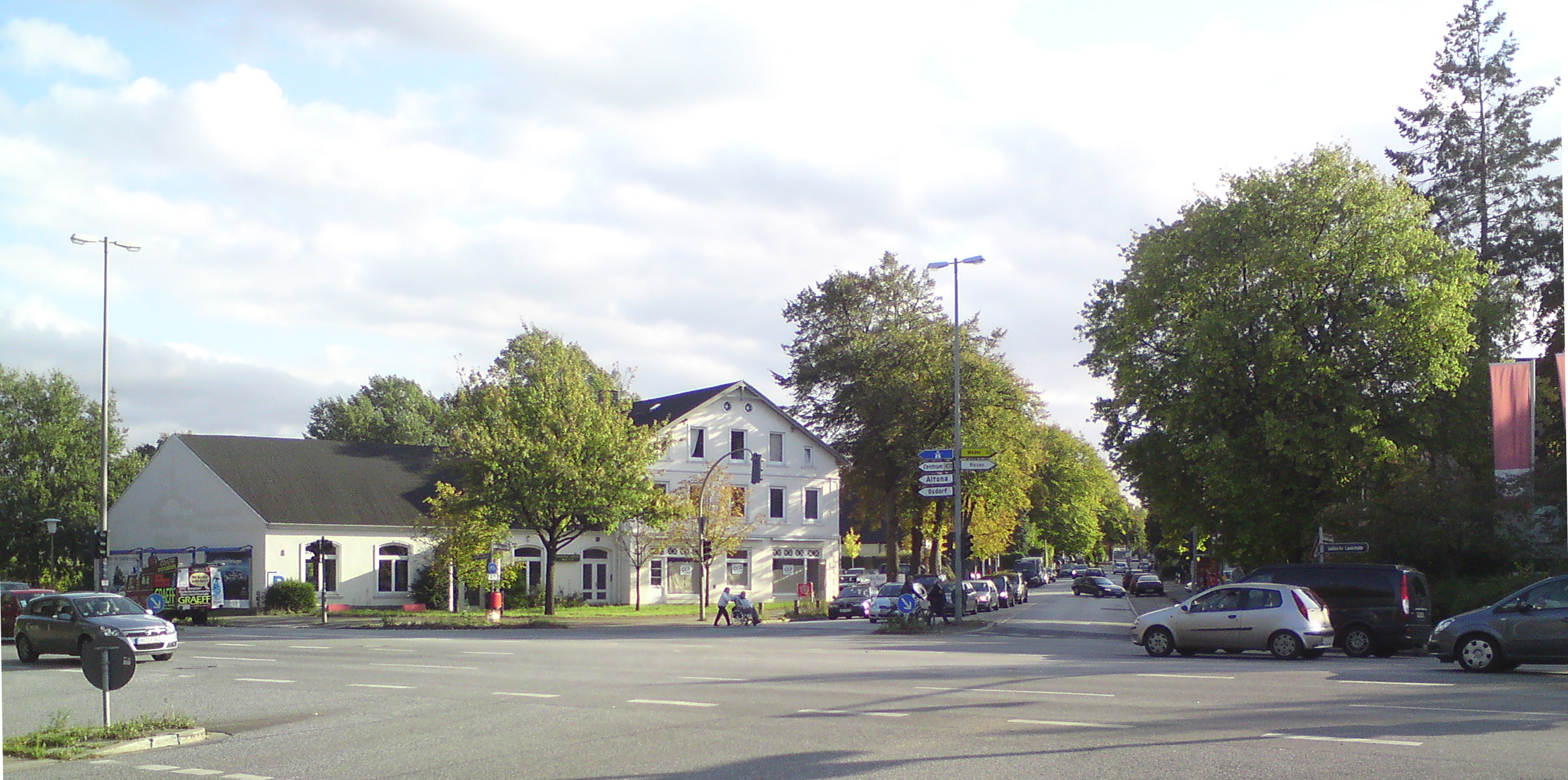
Cruïlla de les carreteres Schenefelder Landstraße i de la Sülldorfer Landstraße, bressol del poble

Al segle xix, un comerçant i armador, Joan Cèsar Godeffroy va comprar una llarga part de la zona per a plantar una monocultura de picees per a la construcció naval. La primera casa habitada data del 1882, construïda per al guardabarrera del ferrocarril Altona-Blankenese-Wedel, que el 1979 va integrar-se en la línia S1 de la xarxa del metro d'Hamburg. El 1892 va seguir el «Waldhotel Iserbrook» un hotel que va atreure un turisme d'excursionistes des d'Altona i Hamburg, a l'entorn del qual les primeres urbanitzacions de vil·les al mig de jardins amplis. El 1927 va ser incorporat a Altona i el 1937 després de la Llei de l'àrea metropolitana d'Hamburg a Hamburg.

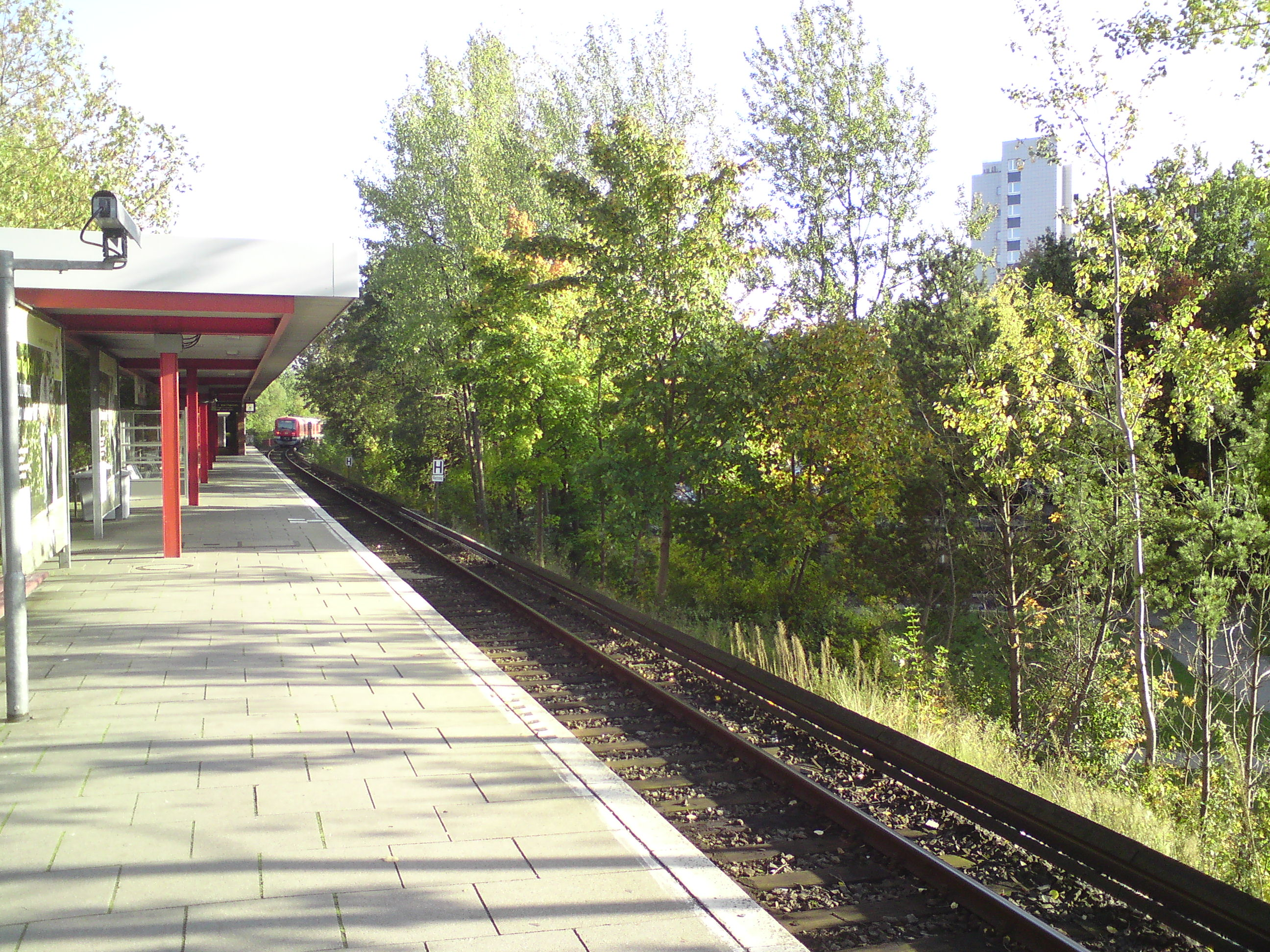
L'estació de la S1

Una segona ona d'urbanització va seguir després de la Segona Guerra Mundial per tal de poder allotjar les milers d'expulsats i refugiats de la Prússia Oriental i de Pomerània. Uns rars edificis a pisos daten d'aquesta època.
El 1949 va obtenir una escola i el 1951 Iserbrook va esdevenir un barri d'Hamburg i obrir-se una parada al ferrocarril. És un barri únicament residencial. La majoria dels negocis al centre van tancar-se. Queden unes empreses menestrals d'impacte local. Un altre empleador important és la dependència de l'Acadèmia de la Bundeswehr.

## Llocs d'interès
- El senders a l'entorn de la font del Düpenau renaturalitzat que fa la frontera amb Osdorf

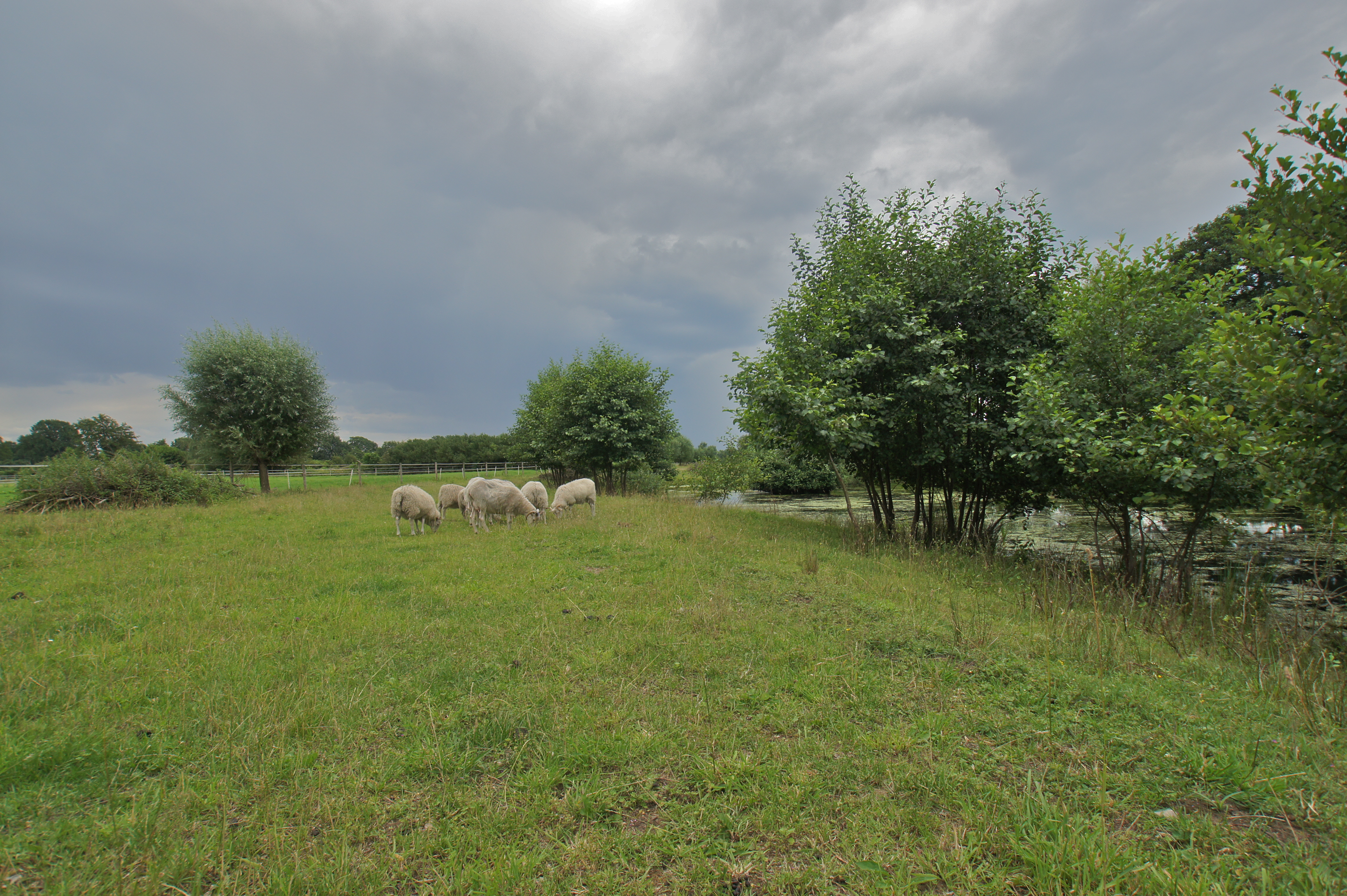
Ovelles prop de la font del Düpenau
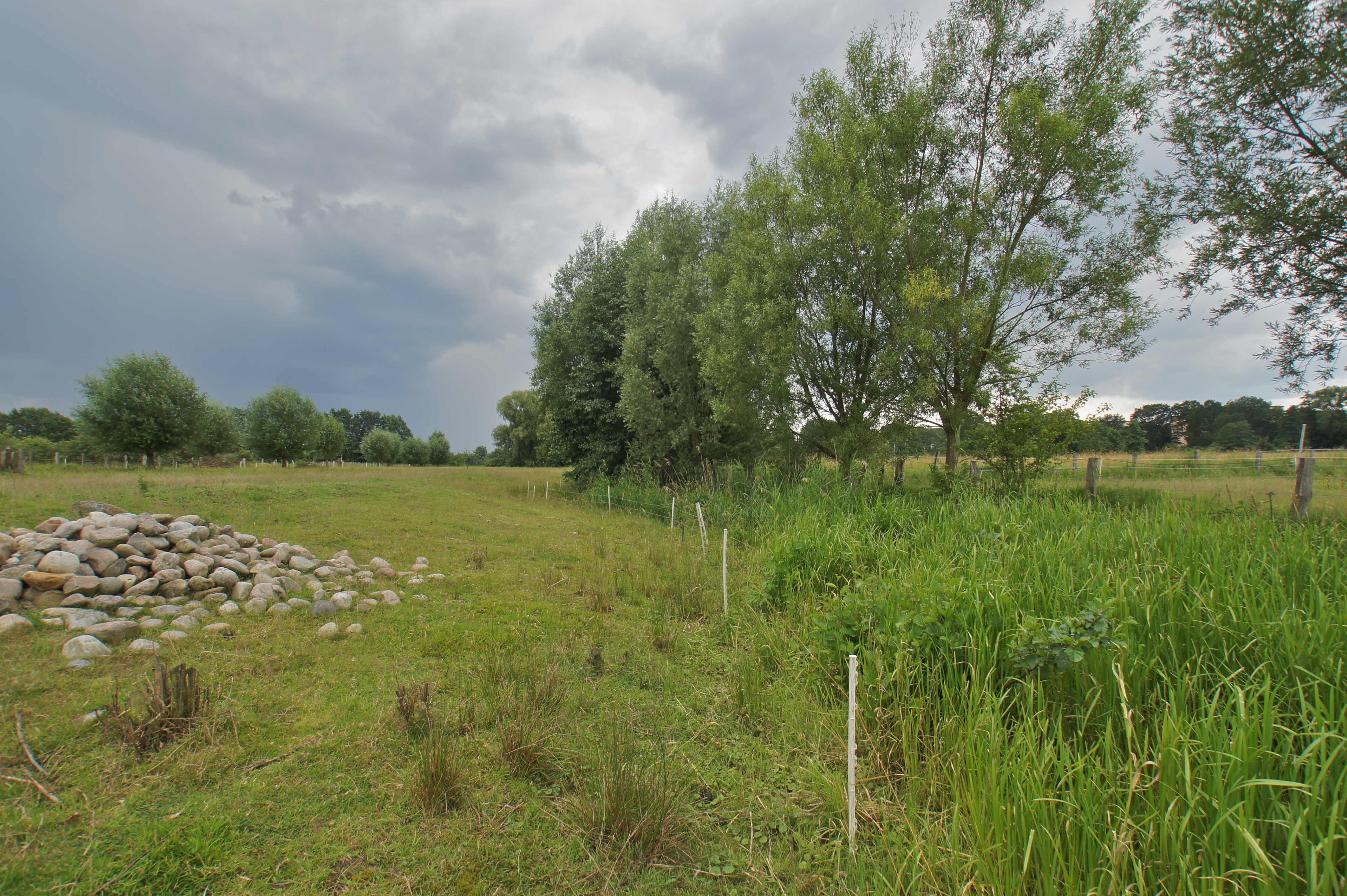
Düpenau entre Osdorf (esquerra) i Iserbrook (dreta)
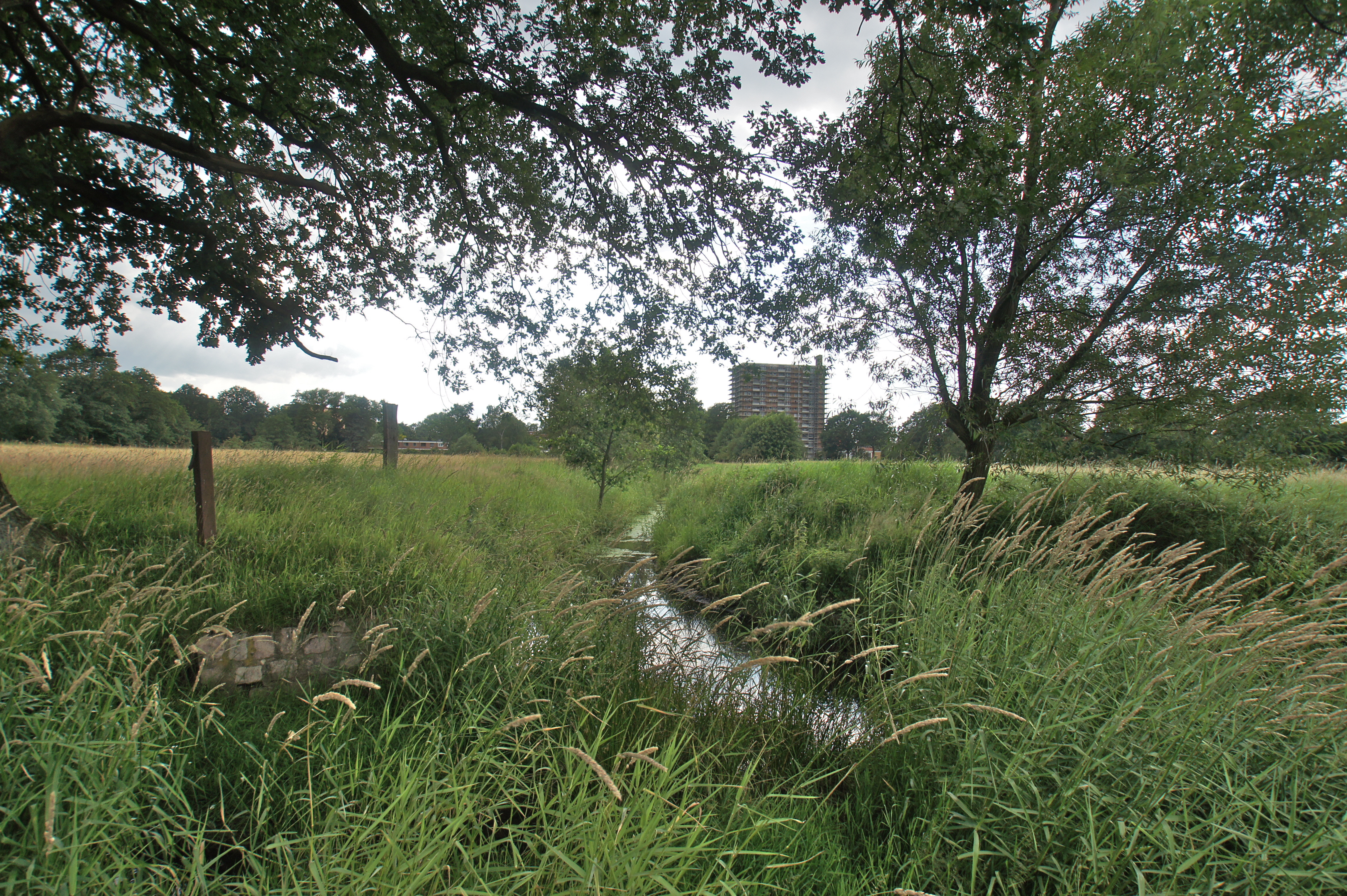
L'Holtbarggraben i els edificis a pisos a l'horitzó